# Полет 235 на „ТрансЕйжа Еъруейс“
Полет 235 на „ТрансЕйжа Еъруейс“ е вътрешен пътнически полет от летище „Соншан Тайпе“, Соншан, Тайпе, до летище „Кинмен“, Кинмен, Тайван, изпълнява от „ТрансЕйжа Еъруейс“. На 4 февруари 2015 г. самолетът ATR 72-700, който изпълнява полета, се разбива в река Кийлунг на около 5 км от летището в Тайпе, откъдето излита малко преди това. В катастрофата на самолета загиват 43 души от общо 53 пътници и екипаж на борда. Непосредствено преди инцидента, екипажът съобщава за повреден двигател, след което самолетът губи височина, преминава близко до виадукт и удря автомобили, в които двама души са ранени. Катастрофата е записана от видеорегистратори в няколко автомобила.
Междинен доклад потвърждава, че двигател номер 1, който работи по това време, е изключен погрешно от пилота, тъй като той смята, че вторият двигател не работи. Разследването установява, че екипажът не изпълнява процедурата по идентифициране на повреда на борда, в резултат на което пилотът допуска грешка и изключва грешен двигател. Неефективната координация в пилотската кабина компрометира безопасността на полета и членовете на екипажа не успяват да съгласуват един с друг данните, с които разполагат.
По време на разследването, авиокомпанията е глобена, защото разкрива поверителна информация с цел повлияване на разследването. Това е вторият фатален инцидент с ATR 72 на „ТрансЕйжа Еъруейс“ в рамките на седем месеца, като преди това самолетът при полет 222 на „ТрансЕйжа Еъруейс“ се разбива на 23 юли 2014 г. и убива 48 души. Тези два инцидента значително отслабват имиджа на авиокомпанията и тя преустановява дейност за неопределено време на 22 ноември 2016 г.